# Christian Nicolaus von Evers

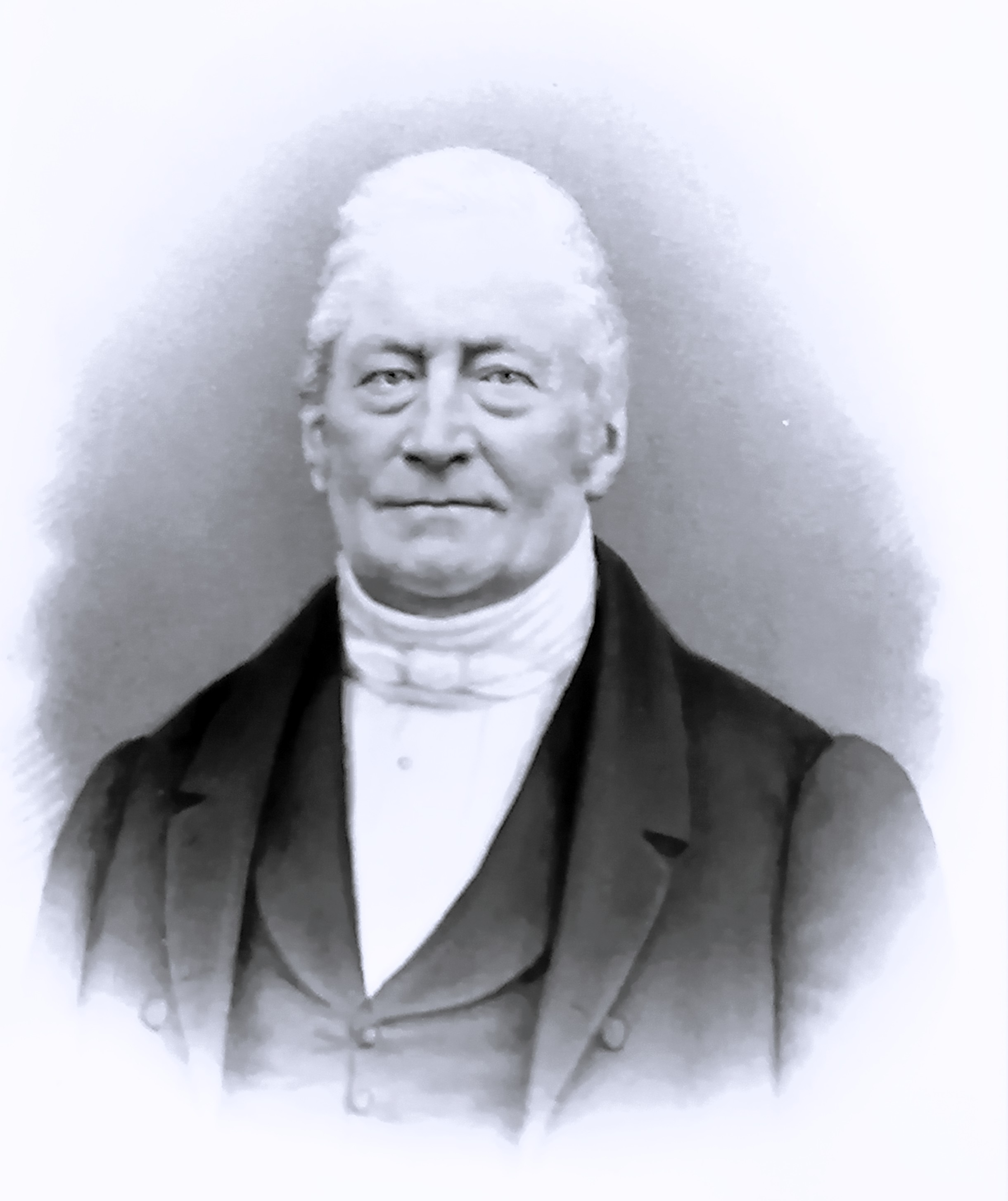
Senator v. Evers

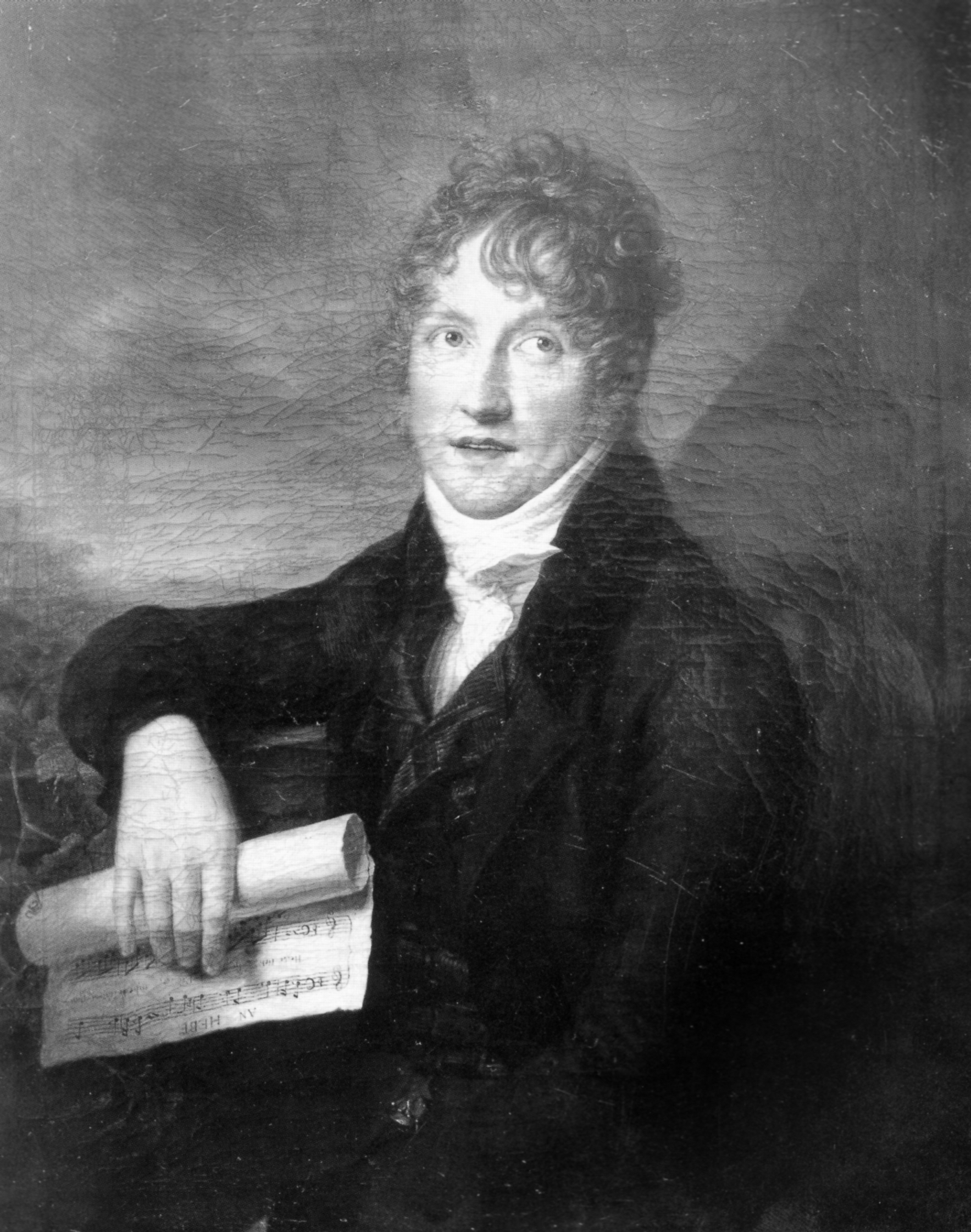
Christian Nicolaus von Evers, 1802

Christian Nicolaus von Evers (* 18. April 1775 in Lübeck; † 20. März 1862) war Bürgermeister der Hansestadt Lübeck.

## Leben
Christian Nicolaus von Evers wurde 1809 aus der Junker-Kompagnie in den Rat erwählt und 1811 Mitglied des Munizipalrats. Er war namentlich im Justiz- und Rechnungswesen tätig und wurde 1825 Bürgermeister. Bereits 1805 hatte sein 1802 geadelter Vater, der Notar Nicolaus Heinrich von Evers, die heute als Schloss Rantzau bekannte Domkurie erworben und sie später seinem Sohn Christian Nicolaus von Evers, vererbt. Dieser beherbergte Königin Desideria von Schweden  bei ihren Besuchen in Lübeck in diesem Hause. Bürgermeister Evers ging 1852 in den Ruhestand. 1857 verkaufte er das Gebäude an den namensgebenden Graf Kuno zu Rantzau-Breitenburg.
1802 als drittletzter in die Zirkelgesellschaft aufgenommen, war er von 1845 bis zu seinem Tod das letzte überlebende Mitglied der Gesellschaft. Seine Tochter Thekla heiratete 1842 den Ratsherrn Wilhelm Ganslandt. Damit entstand die nach dem Bürgerrezess von 1669 unhaltbare Situation, das Schwiegervater und Schwiegersohn gleichzeitig Mitglieder des Rates der Stadt Lübeck waren. Bis zum Austritt Ganslandts aus dem Rat aus gesundheitlichen Gründen blieben jedoch beide Ratsmitglieder. Nach Fehling wurde dazu in den Lübecker Akten vermerkt, dass Ganslandt der Kaufleutekompagnie angehöre, während von Evers Mitglied der Zirkelgesellschaft sei, „auf deren Mitglieder die Bestimmungen des Rezesses zufolge kaiserlicher Privilegien nicht anwendbar seien.“
Seit dem 4. Juni 1802 war er Inhaber einer der beiden Livonisten-Präbenden am Lübecker Domkapitel. Die nach ihrem Stifter, dem Domdekan Johannes Livo († 1292), benannten Präbenden berechtigten zu Einkünften, aber nicht zu Sitz und Stimme im Kapitel. Auch nach der Säkularisation des Hochstifts durch den Reichsdeputationshauptschluss 1803 behielt er seine Privilegien und Einkünfte als Domherr auf Lebenszeit und war damit zuletzt der vorletzte lebende Domherr.
In Thomas Manns Buddenbrooks repräsentiert die Figur des Bürgermeisters Doktor Oeverdieck Christian Nicolaus von Evers.